# Кунстхаус (Грац)
Кунстхаус в городе Грац (неофициально англ. the friendly alien — дружественный инопланетянин) — музей, галерея современного искусства, открытый в рамках программы «Культурная столица Европы» в 2003 году. Концепт здания разработали лондонские архитекторы Питер Кук и Колин Фурнье (англ. Colin Fournier).

## Архитектура
Здание построено в стиле блоб, резко контрастирующем окружающей застройкой. Основа здания выполнена как железобетонная, внешняя оболочка — из голубоватых пластиковых панелей. Кунстхаус смотрится достойно несмотря на очень низкий бюджет для подобных культурных построек в крупных городах. Внутреннее убранство, по словам Колина Фурнье, должно напоминать чёрный ящик фокусника.

### Медиа-фасад

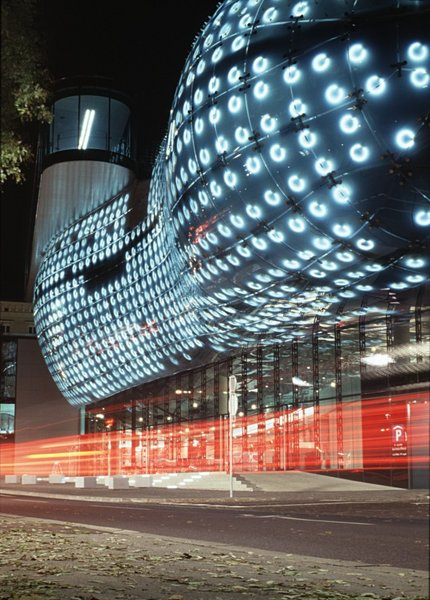
Медиафасад.

Фасад музея выполнен компанией realities:united по технологии BIX как медиа-инсталляция площадью 900 м2, состоящая из светящихся элементов, которую можно программировать с помощью компьютера. Она позволяет музею сообщаться с городским пространством вокруг. Инсталляция выиграла ряд наград.
BIX фасад был придуман, когда остальные части здания уже прорабатывались. В дополнение к поздним срокам было тяжело интегрироваться в концепцию других авторов. К тому же фасад становился без сомнения доминирующим элементом архитектурного образа. Архитекторы-авторы приняли проект фасада, потому что он основывался на их оригинальных идеях о большой светящейся поверхности.

### Градостроительное значение
«Дружественный инопланетянин» возведен в центре города среди красных черепичных крыш исторической застройки. Контраст биоморфной структуры Кунстхауса со старой Часовой башней — это своеобразный диалог между традицией и авангардом. Объект превратился в один из символов города. Во внимание была взята как функциональность, так и градостроительная структура, музей стал своего рода мостом между прошлым и будущим.